# Mesochorus montanus
Mesochorus montanus là một loài tò vò trong họ Ichneumonidae.